# 2. Wasserball-Liga Nord
Die 2. Wasserball-Liga Nord (kurz 2. WBLN) ist eine der vier zweithöchsten deutschen Spielklassen in der Mannschaftssportart Wasserball und somit Unterbau der Deutschen Wasserball-Liga (DWL), sowie die höchste Spielklasse Norddeutschlands. Sie entstand 2006 nach einer Reform der DWL als Nachfolger der vormaligen Regionalliga Nord. Die Liga ist für zehn Vereine konzipiert und setzt sich aus Vereinen der fünf Landesverbände (Schleswig-Holstein, Hamburg, Bremen, Niedersachsen und Mecklenburg-Vorpommern) zusammen.

## Modus
In der Saison 2015/2016 werden sechs Vereine den Norddeutschen Meister ausspielen. Das Sechserfeld spielt zuerst in einer Vorrunde im Modus „Jeder gegen Jeden“ in einer Hin- und einer Rückrunde. Danach steigen die zwei Bundesliga-Zweitvertretungen aus und die restlichen vier Mannschaften spielen in einer Hauptrunde wiederum im Modus „Jeder gegen Jeden“ den Meister aus, wobei die erreichten Punkte aus der Vorrunde übernommen werden. Die beste Mannschaft (keine Zweitvertretungen) ist teilnahmeberechtigt für das Aufstiegsturnier zur Deutschen Wasserball-Liga, an dem die insgesamt vier qualifizierten Teams der vier Zweitligen (Nord, Ost, West und Süd) teilnehmen und die beiden Aufsteiger in die DWL ausspielen. Die Abstiegsfrage wird erst nach der Saison geklärt und richtet sich nach eventuellen Absteigern aus der DWL und nach der Anzahl aufstiegswilliger Mannschaften aus den untergeordneten Ligen der fünf Landesverbände.

## Mitglieder der Saison 2015/16
Folgende sechs Vereine werden den Norddeutschen Meister ausspielen.
- SpVg Laatzen (Absteiger aus der DWL)
- Poseidon Hamburg
- White Sharks Hannover II
- Hellas 1899 Hildesheim
- Waspo 98 Hannover II
- HSG Warnemünde

## Bisherige Meister
Saisonrückblick seit Einführung der 2. Wasserball-Liga Nord:
| Saison  | Norddeutscher Meister                         |
| ------- | --------------------------------------------- |
| 2006/07 | Poseidon Hamburg                              |
| 2007/08 | Poseidon Hamburg (Aufsteiger in die DWL)      |
| 2008/09 | SpVg Laatzen                                  |
| 2009/10 | Poseidon Hamburg (Aufsteiger in die DWL)      |
| 2010/11 | Freie Schwimmer Hannover                      |
| 2011/12 | White Sharks Hannover (Aufsteiger in die DWL) |
| 2012/13 | Freie Schwimmer Hannover                      |
| 2013/14 | SpVg Laatzen (Aufsteiger in die DWL)          |
| 2014/15 | Poseidon Hamburg                              |
| 2015/16 | Poseidon Hamburg (Aufsteiger in die DWL)      |
| 2016/17 | SpVg Laatzen                                  |
| 2017/18 | White Sharks Hannover II                      |